# Exposición General de segunda categoría de Puerto Príncipe (1949)
La Exposición General de segunda categoría de Puerto Príncipe (1949) fue regulada por la Oficina Internacional de Exposiciones. Esta exposición tuvo lugar desde diciembre de 1949 hasta el 8 de junio de 1950 en Puerto Príncipe, Haití. Este evento tuvo como tema el «Bicentenario de la fundación de Puerto Príncipe» y se celebró en una superficie de 30 hectáreas. Se trata de la única exposición universal realizada en América Latina.